# Karl Aage Hansen
Karl Aage Hansen (né le 4 juillet 1921 à Meringe au Danemark et mort le 23 novembre 1990) est un footballeur international danois jouant au poste d'attaquant.

## Biographie

### Sélection
Il débute avec le club danois de Akademisk Boldklub avant de jouer en Italie à la Juventus et à la Sampdoria de Gênes, notamment.
Hansen fait partie de l'équipe du Danemark olympique qui remporte la médaille de bronze aux Jeux olympiques de 1948.
Il marque 17 buts en seulement 22 sélections en équipe nationale entre 1943 et 1948.

## Palmarès
Juventus
- Championnat d'Italie (1) :
  - Champion : 1951-52.
  - Vice-champion : 1952-53.